# Boston Breakers (WUSA)
Boston Breakers (WUSA) – były amerykański kobiecy zespół piłki nożnej występujący w Women's United Soccer Association. Drugi człon nazwy zespołu "Breakers" został wyłoniony w konkursie, który wygrała Laura DeDonato.
Zawodniczki Boston Breakers rozgrywały swoje mecze na stadionie Nickerson Field, należącym do Boston University, o pojemności 10 412 miejsc.
Zespół zakończył działalność w 2003 roku po trzech ukończonych sezonach, z powodu rozwiązania WUSA.
Największym sukcesem piłkarek Boston Breakers było osiągnięcie półfinałów playoff'ów Ligi w 2003 roku, który przegrały po rzutach karnych z Washington Freedom.